# QF 3-ponder Hotchkiss

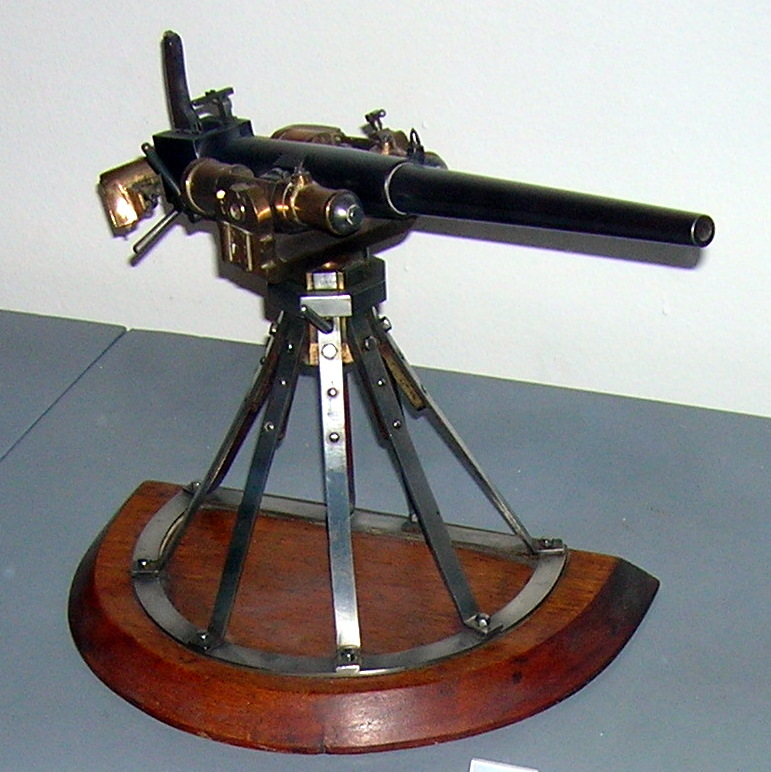
Model van het kanon in Frans gebruik, gemonteerd op een "elastisch frame" (Fr: affût-crinoline), in het Musee National de la Marine in Parijs.

De QF 3-ponder Hotchkiss of in Frans gebruik; Canon Hotchkiss à tir rapide de 47 mm (47mm / L40) was een licht 47-mm marine kanon, geïntroduceerd in 1886 voor verdediging tegen nieuwe, smalle en snelle schepen zoals torpedoboten, en later onderzeeboten. Op land werd het kanon ook gebruikt voor de verdediging van de kust. Daarna werd het kanon in enkele gevallen gebruikt als luchtverdedigingskanon.

## Britse dienst

### Geschiedenis

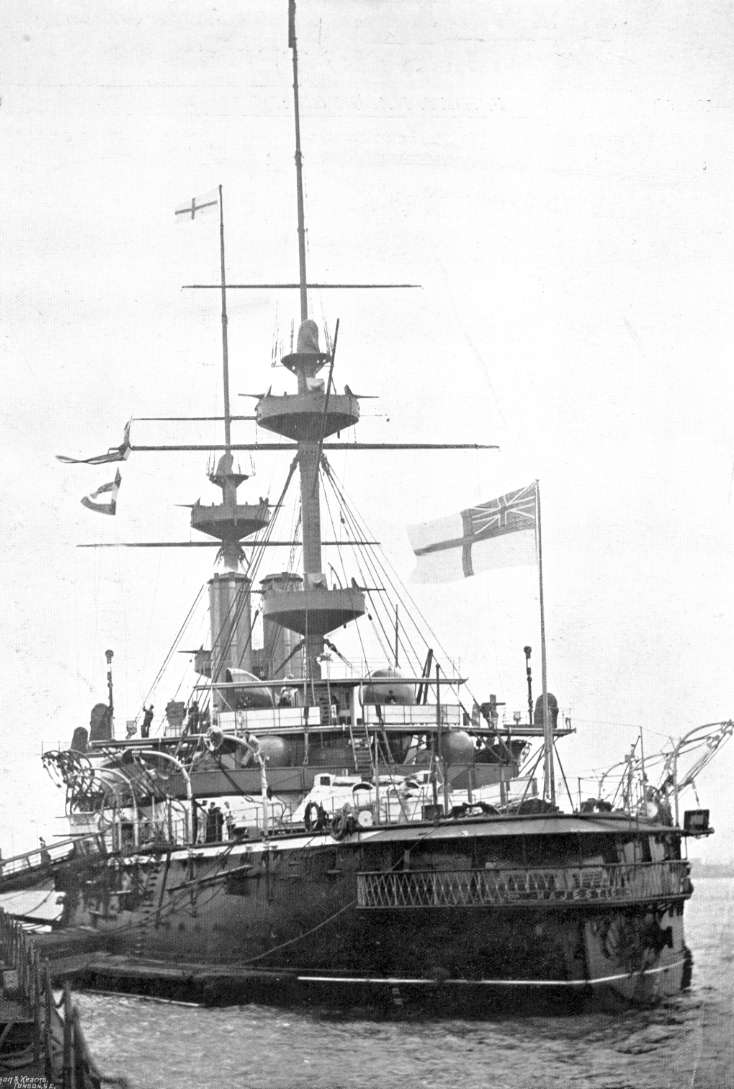
HMS Majestic Hierop zijn 7 kanonnen te zien in de kraaiennesten, circa 1897.

In 1886 was dit kanon het eerste moderne QF artilleriekanon die in gebruik werd genomen bij de Royal Navy, onder de naam Ordnance QF 3-pounder Hotchkiss", gebouwd onder licentie bij de Elswick Ordnance Company.
Rond het midden van de Eerste Wereldoorlog was het Hotchkiss kanon verouderd en het werd gefaseerd vervangen voor de krachtigere Ordnance QF 3 pounder Vickers kanon. De beschikbaarheid van het kanon, zijn eenvoud en lichte gewicht betekende dat men het kanon bleef gebruiken in kleine schepen. Veel kanonnen werden later weer gebruikt op koopvaardijschepen voor ondersteuning tijdens Tweede Wereldoorlog. Ook werden de kanonnen gebruikt voor training van bemanning en het werd gebruikt tot de jaren 1950. In het begin van de WO2 werd het kanon ook ingezet in Engelse havens voor verdediging tegen eventuele aanvallen door torpedoboten tot de modernere "QF 6 pounder 10 cwt kanon" beschikbaar werd in voldoende aantal voor die functie.

### Britse ammunitie
|                         |                               |                               |
| Stalen huls circa. 1898 | Mk IV basis "percussion fuze" | Mk V N.T. lyddite shell, 1914 |

## Australische dienst
Een 3-ponder Hotchkiss werd gebruikt op een geïmproviseerde basis in een slag welke resulteerde in de eerste gevangen van Australië uit de Tweede Wereldoorlog in 1940, dicht bij Berbera. De kanonnen worden nu gebruikt in een drie ponder saluut batterij bij de Garden Island marinebasis.

## Russische dienst
Russland nam de Hotchkiss 5-loops Gatling gun 3-ponder revolver kanon rond 1880 in gebruik en nam later het minder gecompliceerde enkelloops snelvuur kanon in gebruik. De 5-loops kanonnen werden gebruikt op de Ekaterina II-class battleships in 1889, maar in 1892 hadden het slagschip Dvenadsat Apostolov en haar opvolgers enkel-loops wapens. De 47mm Hotchkiss kanonnen werden gebruikt in de Russo-Japanse oorlog maar ze waren ineffectief tegen Japanse torpedoboten. Daarom werden ze verwijderd van de primaire oorlogsschepen na deze oorlog. Nieuwe Russische slagschepen werden niet meer bewapend met dit type kanon waaronder de nieuwe Evstafi klasse, voorgesteld in 1910. Ze werden wel regelmatig geïnstalleerd op patrouillevaartuigen en rivierboten tijdens de Eerste Wereldoorlog, en ten minste 62 wapens werden geconverteerd in luchtafweer kanonnen in 1917.

## Amerikaanse dienst
De US Navy gebruikte verschillende types van de 3-ponder kanonnen, en het is moeilijk te bepalen welk schip bewapend was met welk soort. Hotchkiss 5-loops Gatling-type 3-ponder revolver kanon werd gebruikt, zo ook het enkel-loops, snelvuur, enkelschots kanon. Beide versies worden in referenties aangeduid met RF (rapid firing: snelvuur). Andere producenten waaronder Driggs-Schroeder, Maxim-Nordenfelt, en Vickers-Maxim produceerden varianten. Rond 1910 was de VS begonnen met bouwen aan de dreadnought-type South Carolina klasse, met een secundaire bewapening, enkel bestaande uit 3 inch (76 mm) kanonnen. Hoewel de meeste kanonnen verwijderd waren van de hoofdschepen aan het begin van de Eerste Wereldoorlog, werden enkele 3-ponders geplaatst op patrouillevaartuigen. Enkele kanonnen op dit soort vaartuigen deden zelfs nog dienst tijdens de Tweede Wereldoorlog.

## Poolse dienst
47 mm Hotchkiss kanonnen, aangeduid als wz.1885 kanon, werden gebruikt op de eerste schepen van de Poolse marine, verkregen na de WO1, evenals andere ex-Duitse torpedoboten en mijnenvegers. Aan het begin van de Tweede Wereldoorlog waren de meeste kanonnen reeds uitgefaseerd, maar enkele opgeslagen kanonnen werden gebruikt op geïmproviseerde standplaatsen door de kustverdediging regimenten in the Slag van Kępa Oksywska in september 1939.

## Overgebleven voorbeelden
- De Jardines Noonday gun in Causeway Bay, HongKong.
- Een kanon op het Royal Queensland Yacht Squadron, Manly, Queensland, Australia[8]
- Twee kanonnen op een "elastisch frame" bevestiging in de kazematten van l'Aschenbach, Uffheim, Haut-Alsace, Frankrijk.[9]
- Een Saluut Batterij van meerdere kanonnen op Fort Queenscliff, Victoria, Australië
- Vier kanonnen op het tallship Libertad, welke dienst doet als een opleidingsschip in de Argentijnse marine; Ze zijn allen operationeel als saluut batterij of multifunctionele verdediging.[10]